# JTS (двигатель)

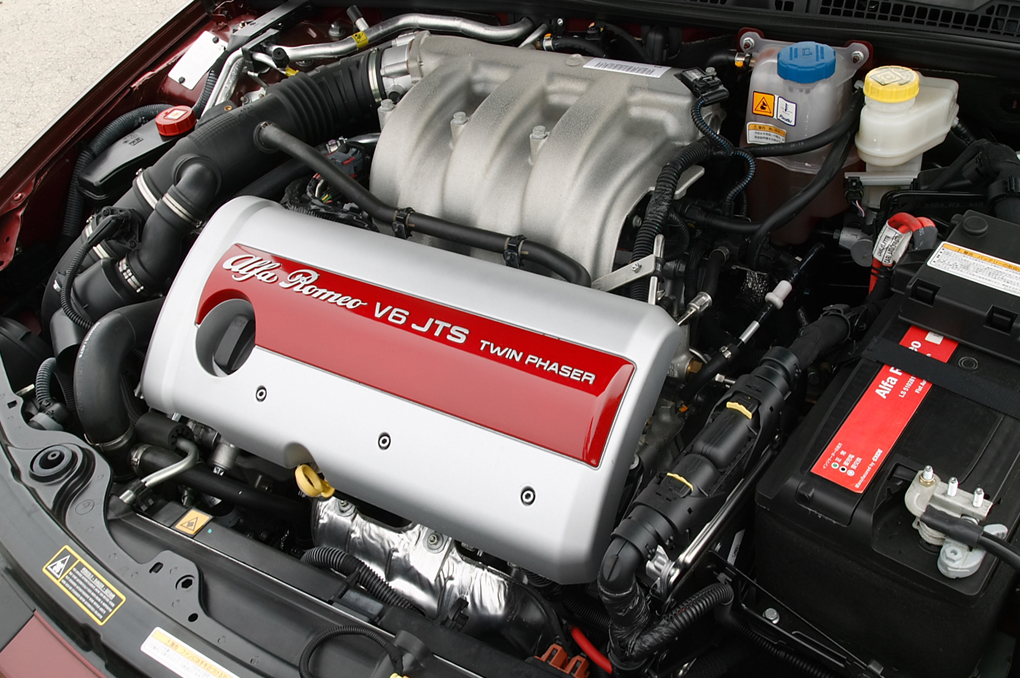
Двигатель Alfa Romeo Brera V6

JTS (Jet Thrust Stoichiometric) — семейство бензиновых двигателей фирмы Fiat с прямым впрыском. Устанавливался на автомобили Alfa Romeo 156, GT, GTV и Spider. За основу в создании двигателя был взят агрегат Alfa Romeo Twin Spark (двигатель).
В этом двигателе бензин подаётся напрямую в камеру сгорания, в отличие от классического впрыска во впускной коллектор. Преимущество: в диапазоне частичной нагрузки благодаря JTS сгорание происходит эффективнее и экономнее (до 10 %). Двигатель JTS установил новый стандарт в технологии сжигания обеднённой смеси с прямым впрыском, обеспечивая высокую производительность, меньший расход топлива и увеличение выбросов, обещанные этой передовой технологией, и устраняя недостатки, с которыми сталкивались другие производители автомобилей.
Для оптимального процесса сгорания двигатели JTS требуют использования топлива без содержания серы.
Двигатели выпускались объёмом 1,9л, 2,0л, 2,2л и 3,2л.